# Gangotri (lodowiec)
Gangotri - lodowiec w Wysokich Himalajach, w północnych Indiach, w stanie Uttar Pradesh.
Z lodowca wypływa rzeka Bhagirathi.